# جو غراي تايلور
جو غراي تايلور (بالإنجليزية: Joe Gray Taylor)‏ هو ضابط ومؤرخ وكاتب أمريكي، ولد في 14 فبراير 1920 في مقاطعة تيبتون في الولايات المتحدة، وتوفي في 8 ديسمبر 1987 في ليك تشارلز في الولايات المتحدة.